# 宋春山
宋春山，中國能源與燃料化學家、催化專家，美国化学学会会士、中华人民共和国教育部长江学者讲座教授，曾任美國化學會燃料化學分會主席和石油化學分會主席、美國大學能源研究聯盟創始主席。現任香港中文大学理學院院長，主要从事能源化工等方面的研究工作。

## 生平
宋春山出生於中國河北石家莊市橋東區煤市街。1977年，中國內地恢復高考，宋春山是第二屆考生，獲大連工學院化工系錄取。四年後獲化學工程理學學士學位（1982年）。之後在短短集訓了六個月日語後，宋春山前往日本大阪大學應用化學系有機工業化學研究室，鑽研煤的催化液化，製造合成液體燃料。後於大阪大学獲應用化學碩士（1986年）及博士學位（1989年）。1989年起，在美國賓夕法尼亞州立大學任教超過30年，至2020年已擔任燃料科學傑出教授、化學工程系教授、能源研究所所長、能源與環境研究院副院長等職。2015年，他帶領美國九所大學組成團隊，競爭研究基金，最終獲美國能源部資助二千萬美元，創建大學能源研究聯盟並擔任創始主席。2020年7月起，出任香港中文大学理學院院長。

## 榮譽
- 美國化學學會亨利．斯托奇獎（Henry H. Storch Award）（2010年）[1]
- 美國化學學會喬治·歐拉獎（George A. Olah Award）（2019年）[1]
- 美國化學學會能源與燃料化學分會傑出研究獎[4]
- 賓夕凡尼亞州州立大學的優秀學者獎章（Faculty Scholar Medal）[4]
- 富布賴特傑出學者獎（Fulbright Distinguished Scholar Award）[4]